# Zemplén (település)

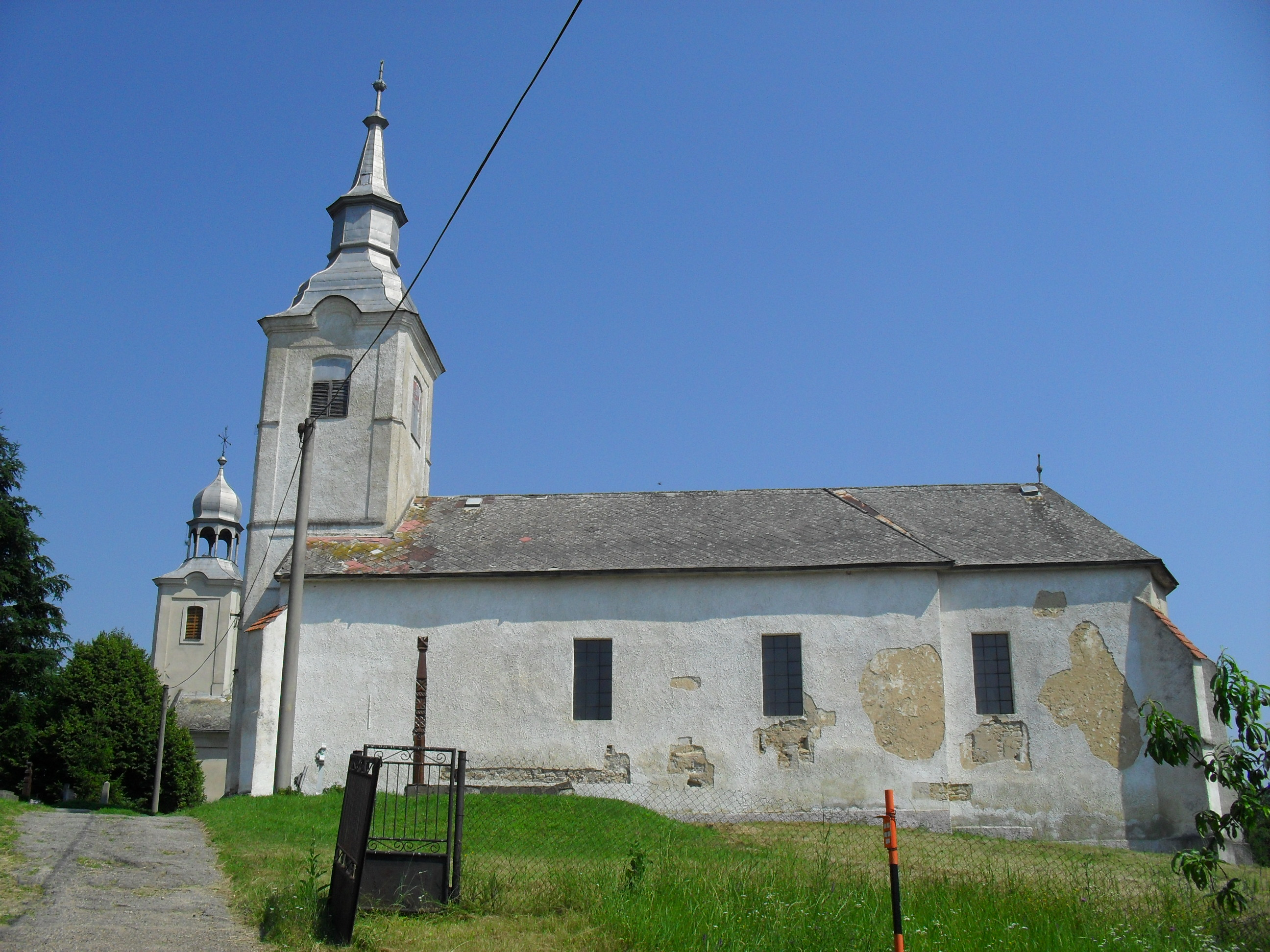
Református templom

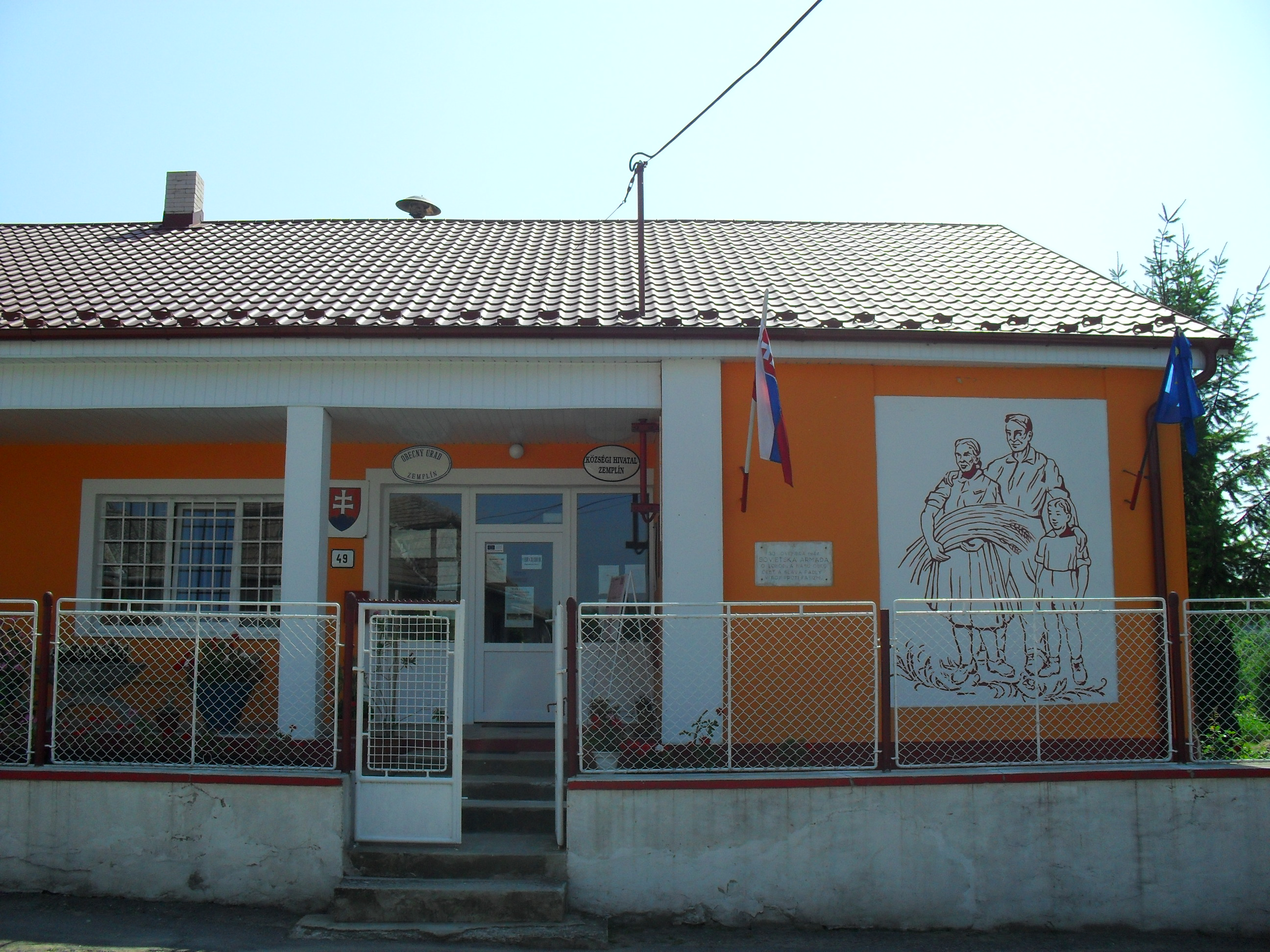
Községi hivatal

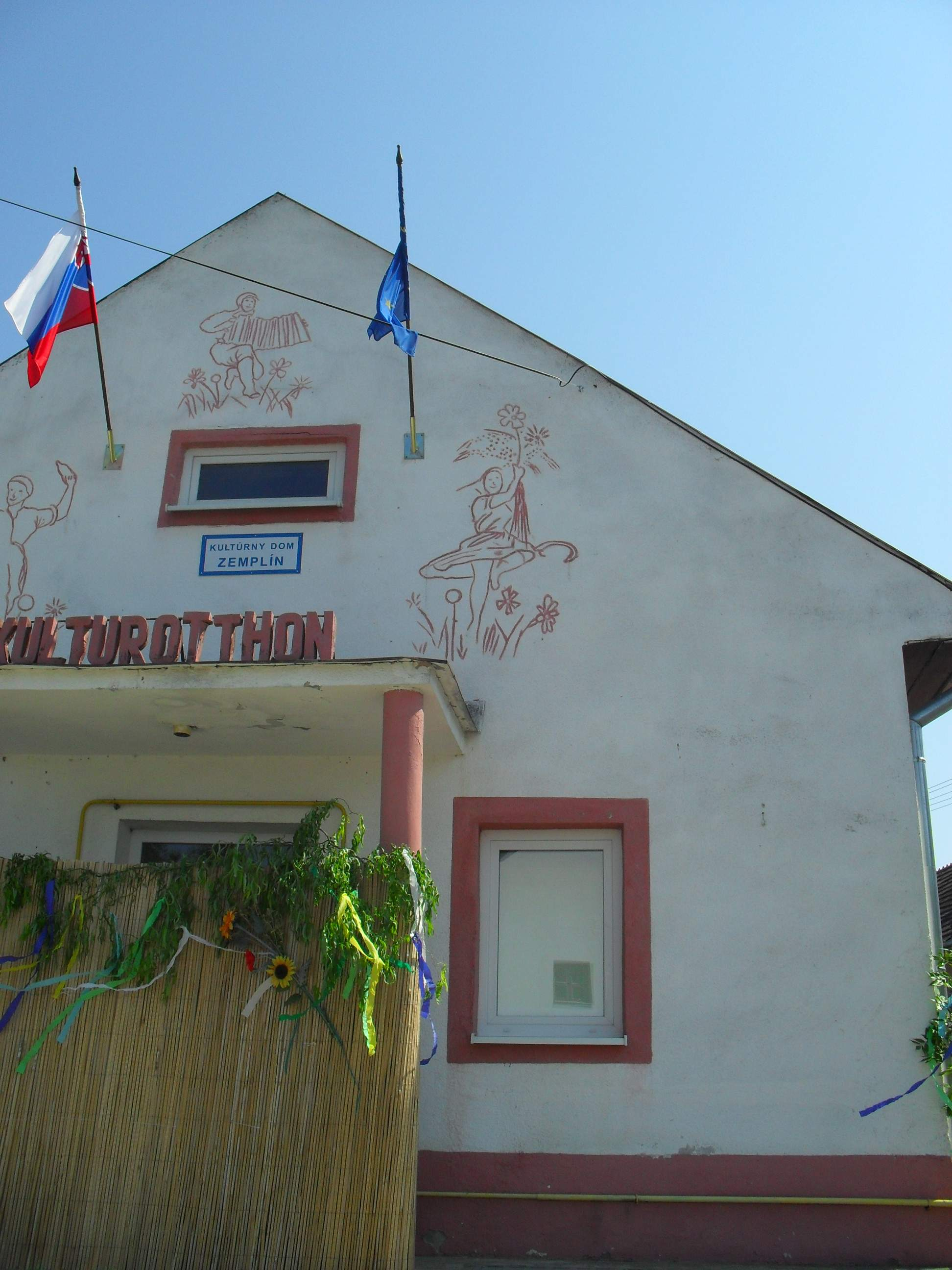
Kultúrház

Zemplén (szlovákul: Zemplín, németül: Semplin, ukránul: Zemno, latinul Zemplinium) község Szlovákiában, a Kassai kerület Tőketerebesi járásában.

## Fekvése
Királyhelmectől 29 km-re (de légvonalban csak 13 km-re) nyugatra, a Bodrog jobb partján fekszik.

## Nevének eredete
Neve a szláv zemľn (grad), vagyis földből épített vár kifejezésből eredhet.

## Története
A régészeti leletek tanúsága szerint már az i. e. 5. évezredben is éltek itt emberek. Ezt bizonyítják az itt talált használati eszközök, kőkések és szekercék, cseréptöredékek, égetett agyagedények. A leletek a bükki és a kelet-szlovákiai vonaldíszes kultúrához tartoznak. A késő bronzkorból, az i. e. 1500 körüli időből már lakott emberi település nyomai kerültek elő, köztük sok cseréptöredék és használati tárgy. Többségük 1980-ban került elő és főként a hallstatt korhoz köthetők. A vaskorban kelták laktak itt, akiknek a későbbi vár helyén megerősített településük állt, így a vár előzményei a kora vaskorig nyúlnak vissza. Ebből a korból többek között jellegzetes kelta égető kemencék maradványai kerültek elő. Edényeiket a kiégetés előtt egyedi díszítőelemekkel, festéssel látták el. A római kori település idejéből 177 sírt tártak itt fel, melyek az i. e. 50-től 200-ig terjedő időszakból származnak. Ebben az időszakban kelták és dákok lakták ezt a vidéket.
A középkorban Zemplén Zemplén vármegye névadó települése és egykori első székhelye. Szélmalom nevű dombján 1959-ben gazdag honfoglaláskori sírt találtak, amely valamely nagyúré lehetett. Még Szent István király tette meg a vármegye székhelyévé. A Bodrog partján ma is állnak várának sáncai. A várat a 11. században építették, egykori jelentősége a tatárjárás után megszűnt. A település a vár körül alakult ki, 1214-ben a leleszi alapítólevél említi először „Zemlyn” alakban. 1217-ben „Zemplen”, 1219-ben „Zemlum”, 1220-ban „Zemlun”-ként írják. 1220-ig a királyé, később részben az egri püspökségé.
1233-ban „Zemlyen”, 1252-ben „Zemlyn”, 1261-ben „Zemlen”, 1263-ban „Zemlyn” néven említik. A 13. században egyházi központ is lett, 1313-ban említik a zempléni főesperest. 1317-ben „Zemplyn”, 1321-ben „Zemlen” alakban szerepel. 1332-ben a pápai tizedjegyzékben említik a várban álló Szent György tiszteletére szentelt templomát.  A 14. század elején 1331-ig Micz bán birtoka, majd cserével a Drugetheké lett akik a 16. századig voltak a birtokosai. 1426-ban „Zemplen” alakban szerepel a korabeli forrásokban. A 15. század elejétől mezőváros vásártartási joggal. Hetivásárait szombati napokon tartották.
1557-től a Perényiek birtoka, várát 1557-ben Perényi Gábor foglalta el majd I. Ferdinánd részére Telekessy Imre foglalta vissza. A várost 1619-ben a hajdúk rabolták ki. 1664 körül német katonák pusztították, 1685-ben Thököly Imre foglalta el. Ekkor pusztult el a sáncokon belüli kővár, melyet már nem építettek újjá. 1685-től a Rákócziak, később a Csáky, Dernáth, Almássy és Kazinczy családok birtoka. 1685-ben a vármegye székhelye is elköltözött Sátoraljaújhelyre. Ezután a település elveszítette korábbi jelentőségét és egyszerű faluvá lett. A falunak 1715-ben 38 lakatlan és 36 lakott háza volt. 1787-ben 100 házában 569 lakos élt.
A 18. század végén Vályi András így ír róla: „ZEMPLÉN. Magyar Mezőváros Zemplén Várm. földes Urai Gr. Csáky, és Almásy Uraságok, lakosai katolikusok, ó hitüek, és többnyire reformátusok, fekszik Czekének szomszédságában; határja 2 nyomásbéli, mindenféle veteményt megterem, földgye elegyes, réttye a’ Bodrog mentében szép apró szénát terem, szőleje pedig jó ízű asztali bort, erdeje van, piatza S. A. Újhelyben. Van itt egy földvár is benn a’ Városban, mellynek egy óldalát a’ Bodrog vize mossa, és ezen óldalát a’ természet olly meredek, de bé gyepesedett kősziklából formálta, hogy arra gyalog ember is munkás kapaszkodással mászhat fel; a’ Város felől való óldala pedig földdel egyelített kavitsos gyep. Itt a’ Reformátusoknak Templomjok van, és az Oroszoknak is; vásárjai számos sertések’ eladásáról nevezetesek, ’s 12 napig is el szoktak tartani; Bodrog vizén révje van.”
1828-ban 103 háza és 773 lakosa volt, akik főként mezőgazdasággal foglalkoztak. A 19. században az Andrássyaké tulajdonában állt.
Fényes Elek 1851-ben kiadott geográfiai szótárában így ír a városról: „Zemplén, Zemplén v. magyar mezőváros, a Bodrogh jobb partján, ut. p. Ujhelyhez keletre 2 órányira: 124 romai, 322 gör. kath., 300 ref., 36 zsidó lak. Gör. kath. és ref. anyatemplom. Termékeny szántófölde 917 holdra terjed; szőlőhegye sok és kapós asztali bort, rétje pedig jó apró szénát terem. Sertésvásárai e környéken leghiresebbek. Régi vára, mellyről a vgye nevezetét vette, elpusztult; hanem 1632-ben Drugeth Jánosnak zempléni főispánságba való beigtatása még ezen várban ment végbe. Ezt 1331-ben Károly Drugetnek ajándékozta. Későben majd Telekessy Imre foglalta el, majd gr. Csáky és Van-Dernath nemzetségekre szállott. Most a terebesi urad. tartozik.”
A 19. század végén még állt a vár egy tornya, de később ezt is széthordták.
Borovszky Samu monográfiasorozatának Zemplén vármegyét tárgyaló része szerint: „Zemplén, magyar kisközség a Bodrog mentén. Van 122 háza és 731, nagyobb részben ev. ref. vallású lakosa. Postája Ladmócz, távírója Szomotor, vasúti állomása Bodrogszerdahely. A vármegye egyik legrégibb községe, melynek várától vette e vármegye a nevét. Ősidők óta megült hely, mely Szirmay Antalnak, a vármegye első történetírójának állítása szerint, hajdanta római telep volt. A honfoglalás korában már megerősített hely volt, s hatalmas földvárát a Bodrog vize folyta körül. Nevét az idők folyamán különféle változatokban találjuk feljegyezve. Igy Zemlin, Zemlyn, Zemlun, Zemplen, Zemplum, Szemlien, Zemplein, Zemplény, Szemlén alakban. Némelyek a tót Zem plun, vagy Zem plna szavakból származtatják nevét, a mi kövér földet jelentene, míg mások magyar eredetűnek tartják. Bethlen Gáborné egyik levelében Szemlénynek nevezi. A krónikások is sokat foglalkoznak Zemplén várával, melyet Anonymus is említ. Szerintük itt fogadta Árpád a Zalán bolgár fejedelem követeit s ő emelte Zemplén várispánsággá. Hatalmas vára már 1220-ban fennáll s a király birtoka. 1261-ben az egri káptalan egyik levele a zempléni vár fele részét az egri püspökének mondja. 1321-ben Micz bán utódai a birtokosai, a kik azonban elcserélik a királylyal, ki azután a várat és tartozékait 1331-ben Drugeth Miklósnak adományozza. A XV. században még egy másik birtokosát, Kasuhy Dánielt iktatják részeibe. Ugyanakkor azonban – Szirmay szerint – Kassa városa is birtokosaként szerepel, a mi azonban tévedésnek látszik, mert közelfekvő az a feltevés, hogy Szirmaya a Kasuhy család nevét olvasta valamely oklevélben Kassának. 1557-ben Perényi Gábor, majd Telekessy Imre foglalja el. 1572-ben II. Miksa a Drugethek kérelmére vásártartási szabadalmakat ad a városnak. 1576-ban Chernel Tamást és Joó Balázst, 1582-ben Galovics Mózest iktatják némely részek s egy-egy kúria birtokába. Az 1598-iki összeírásban a Drugethek vannak birtokosaiként említve. 1609-ben Abaffy Jánosnak volt itt egy szőlője („una vinea Zempleniensis, in Comitatu ejusdem nominis existens”) mely akkor 300 forintot érő nagy szőlő volt. Ez azért is érdekes adat, mert ma itt szőlőművelés nincs. 1685-ben Rákóczy György foglalta el, de nem sokáig birtokolta. A Drugethek után utódaik, a gróf Csákyak, a gróf Van Dernáthok s az Almásyak, majd a Kazinczyak, Péczelyek voltak földesurai. Most a gróf Andrássyak a birtokosai. 1299-ben már mezőváros volt s ekkor már itt tartották a megyegyűléseket egész 1666-ig, a mikor a vármegyeháza építése miatt a gyűléseket ideiglenesen Újhelyen tartották meg. 1754-ben adták el a zempléni megyeházát s ettől fogva itt több megyegyűlést nem tartottak. Hajdan hatalmas vára a XVII. század vége felé pusztulhatott el. Ma már csak a földvár áll, holott 1872-ben még egy, kb. 15 méter magas, toronyalakú rom volt látható, melynek köveiből a református templom tornyát és egy magtárt építettek. A mostani református paplak hátsó falainak egy része is a várhoz tartozott s ezeknek még ma is várfalszerű jellegük van. A földvár alakja kb. 500 méter kerületű szabálytalan kör, melyet ma három oldalról a Bodrog vize vesz körül, míg a negyedik oldalon hajdan erős sánczok és mély árkok húzódtak. A földvár tetején ma két temploma áll, ú. m. a református, melyet valószínűleg Bethlen Gábor építtetett 1628-ban, de tornyát, a vár romjaiból 1873-ban állították. A gör. kath. templom 1804-ben épült. A két templom környéke ma köztemetőül szolgál. Ez a köztemető valóságos bányája a történeti régiségeknek. A református egyház több értékes egyházi edényt őriz. 1803-ban az egész község – egy ház kivételével – leégett. Ide tartozik Sajgórévház. Három dűlő-neve is figyelmet érdemel. Az egyik a Rihó-tábor, a másik a Szentvér-dűlő, a harmadik Bástya. Ez bizonyosan a Róbert Károly királynak 1326-ból kelt szabadalomlevelében említett „Bazta”, a hol vámot fizettek Donch mesternek, a Bodrogon Zemplénig felúsztatott kereskedő hajók. Zemplén határában feküdt hajdan Ekedőcz falu, mely az akkori írásmód szerint Ekedeuch alakban 1451-ben a Drugethek birtokaként van említve. Ugyancsak itt fekhetett valahol Bazta község, mely 1326-ban említtetik. Úgy látszik, hogy ezek is, Zemplén várával együtt, a török világban pusztultak el.”
1920-ig Zemplén vármegye Sátoraljaújhelyi járásához tartozott. 1938 és 1944 között újra Magyarország része.

## Népessége
| Év:            | 1994. | 2004.   | 2014. | 2024.   |
| -------------- | ----- | ------- | ----- | ------- |
| Emberek száma: | 405   | 400     | 380   | 367     |
| Eltérés:       |       | -1,23 % | -5 %  | -3,42 % |

| Év:            | 2023. | 2024. |
| -------------- | ----- | ----- |
| Emberek száma: | 367   | 367   |
| Eltérés:       |       | +0 %  |

1910-ben 701-en, túlnyomórészt magyar anyanyelvűek lakták.
2001-ben 399-en lakták, ebből 256 magyar és 113 szlovák.
2011-ben 387 lakosából 259 magyar és 115 szlovák volt.
2021-ben 353 lakosából 218 magyar (61,7%), 124 szlovák, 3 cigány, 1 cseh, 7 ismeretlen nemzetiségű.

## Nevezetességei
- Egykori várának sáncai a Bodrog partján állnak.
- A református templom: elődje már 1020-ban fennállt, mint presbiteri templom (Györffy György: István király és műve). Bethlen Gábor a közhiedelemmel ellentétben nem a vár köveiből építette, hisz a sáncok anyaga erre nem volt alkalmas. A torony nem volt más, mint az 1628-ban épült késő gótikus református templom önálló harangtornya (lásd: Vasárnapi Ujság 1851.kép). A sárospataki Kollégium Tudományos Gyűjteményeiben okleveles nyomai vannak a harangtoronynak, amely 1871-ben ledőlt, majd köveiből épült meg a református templom tornya. (A régészeti feltárás eddig semmiféle belső kővár létét nem bizonyította, ez tehát csak legenda vagy félreértés, ami a harangtorony megítéléséből származik – többen török dzsámi tornyának is tartották, holott a török uralom ide sohasem ért el.)
- Görögkatolikus temploma szintén a sáncok között áll, 1802-ben épült.
- A volt vármegyeháza 1668-ban épült, később magtárnak használták, de nemrégiben felújították. A legújabb (2006) régészeti falkutatások szerint a megyeháza alapjai a 13-14. században álltak.

## Képtár

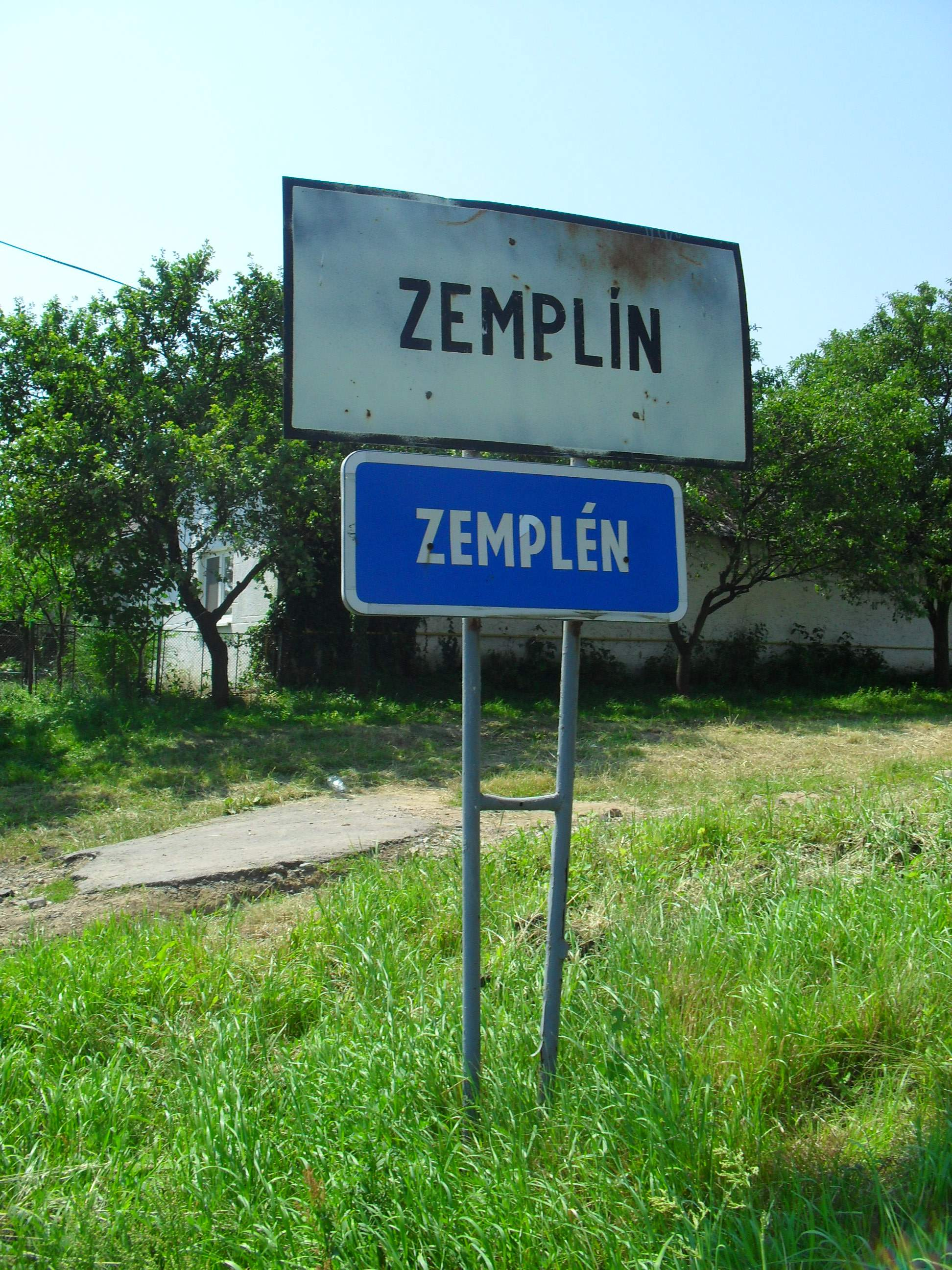
Kétnyelvű helységnévtábla
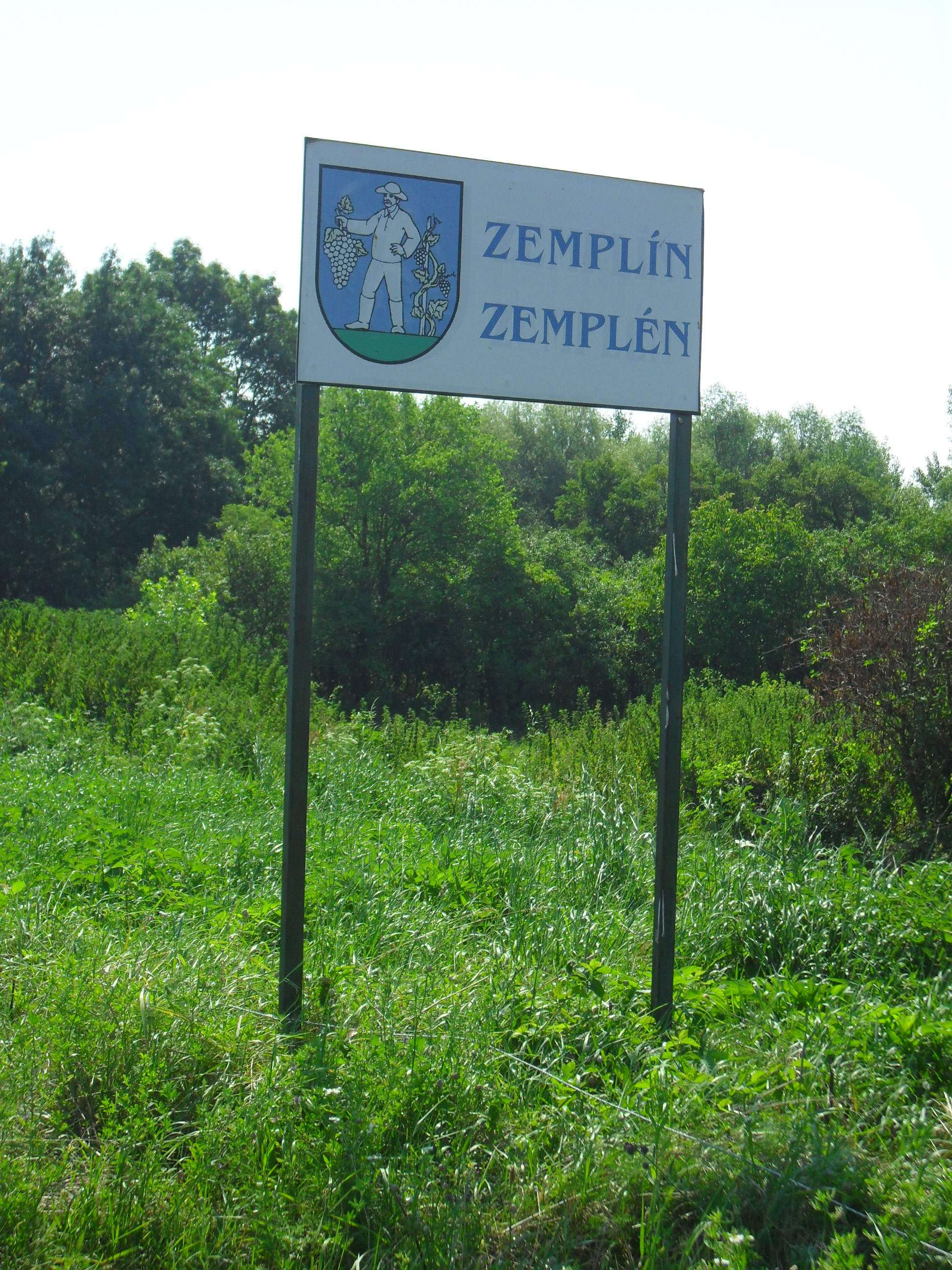
Címeres üdvözlőtábla
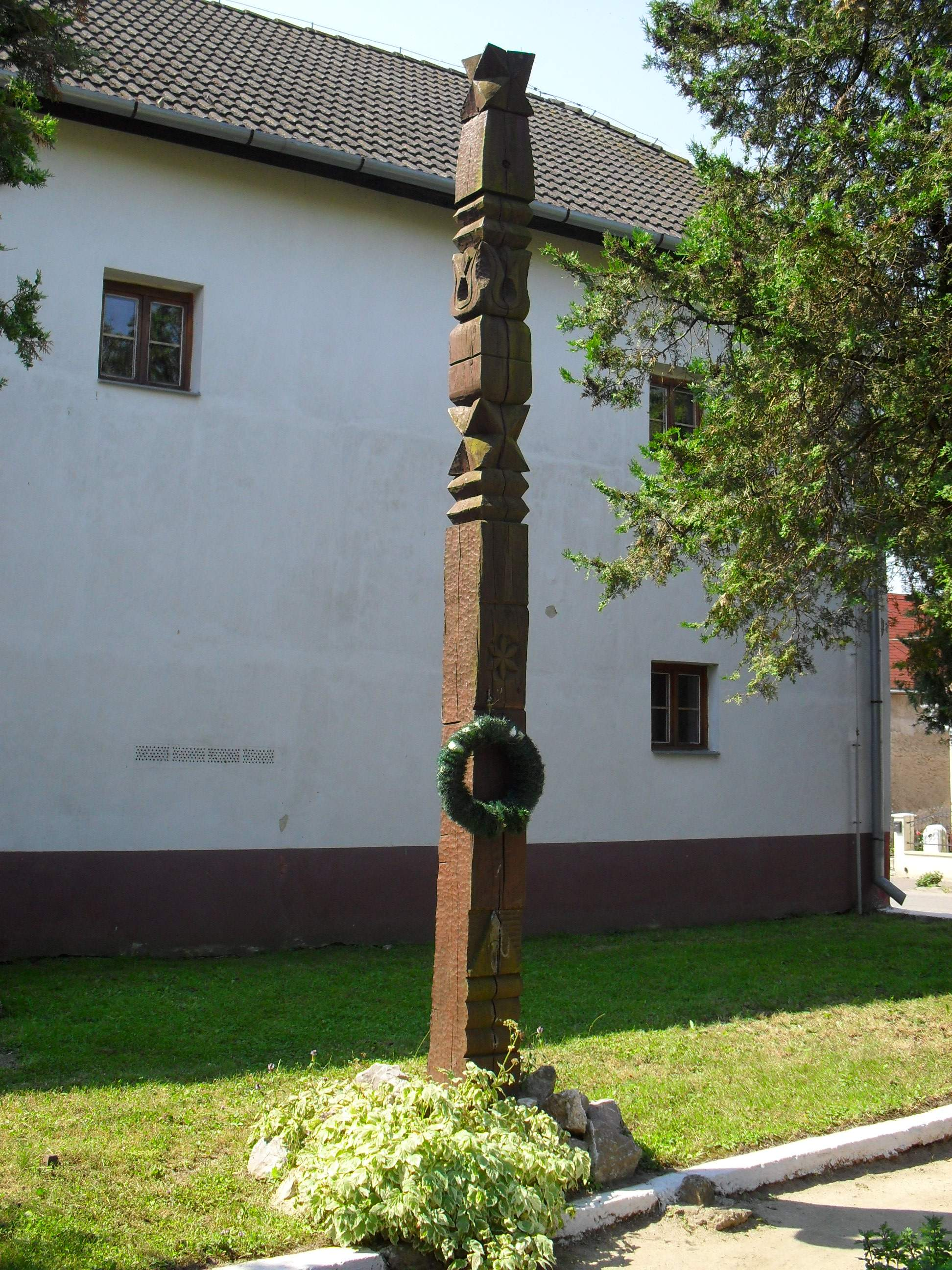
Kopjafa a faluközpontban
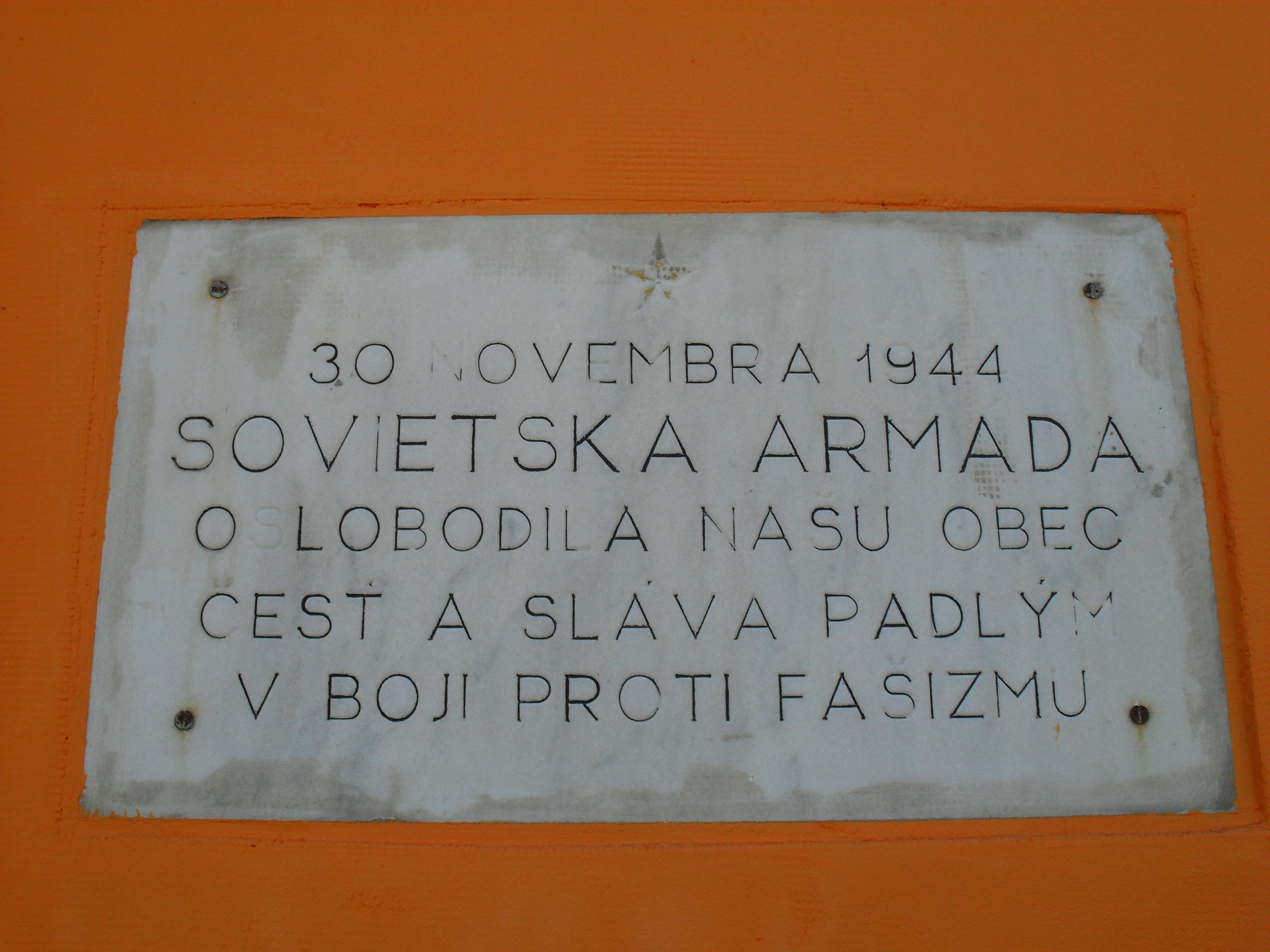
Felszabadulási emléktábla
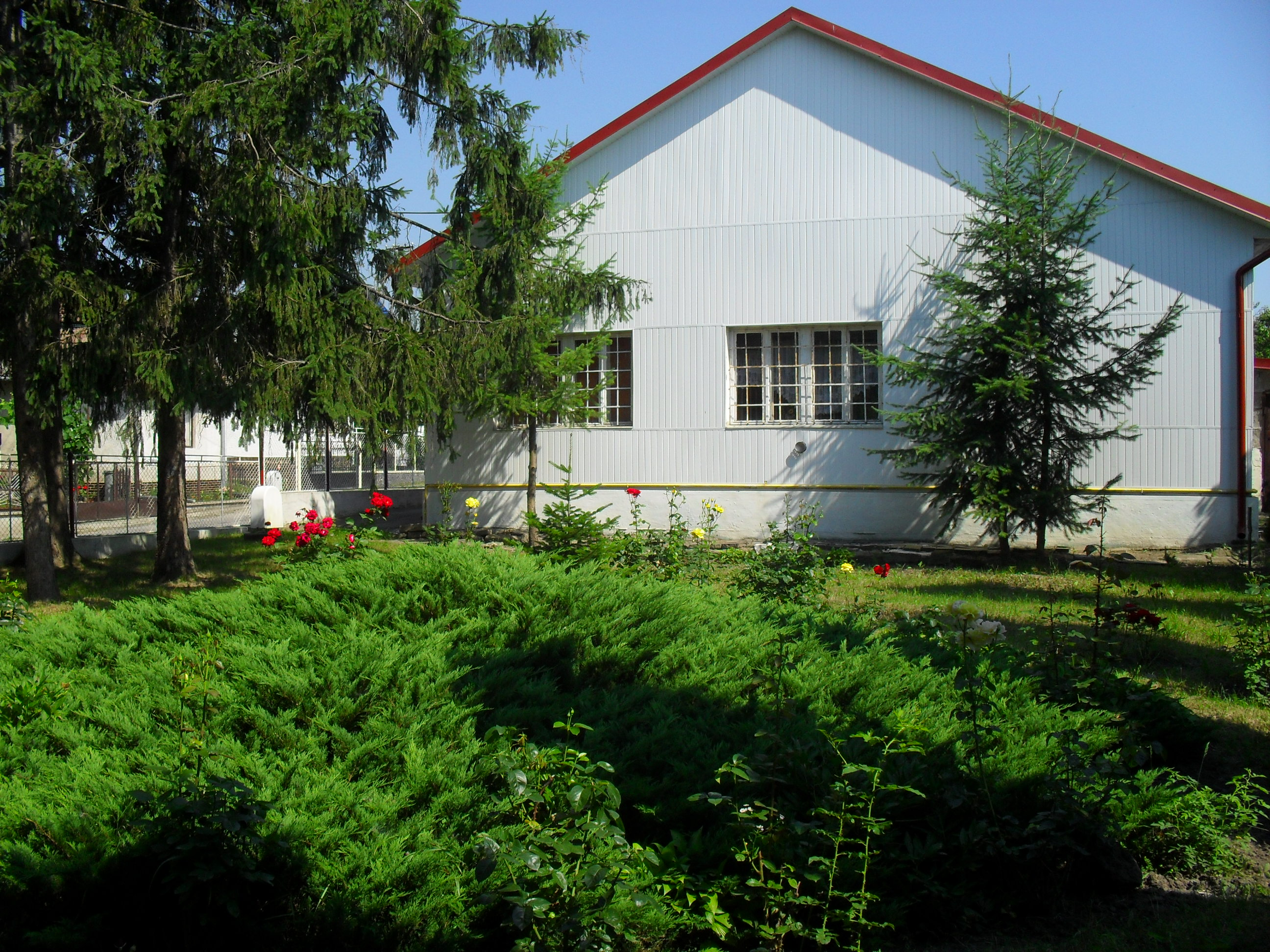
A községi hivatal udvara
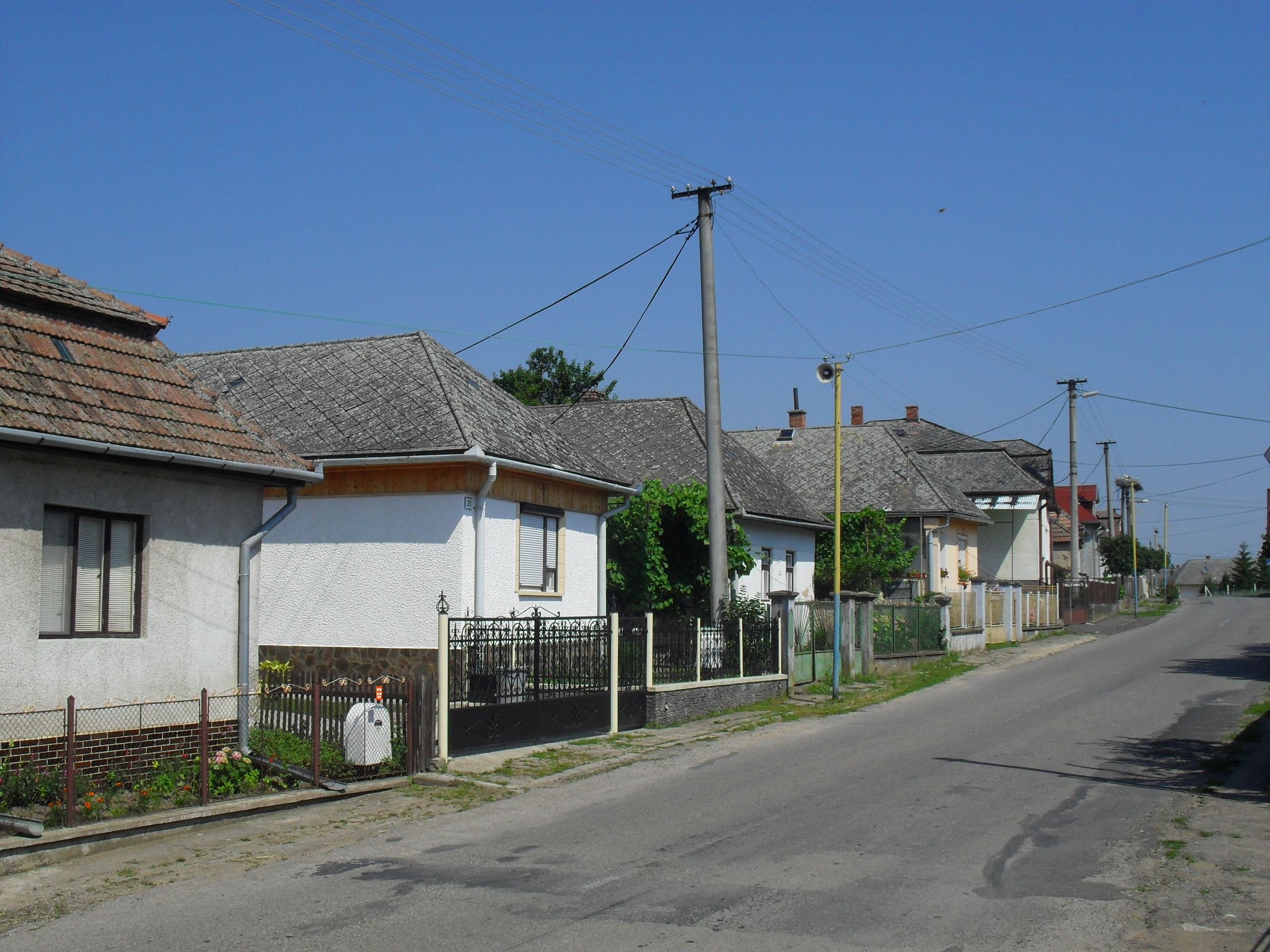
Zempléni utcakép
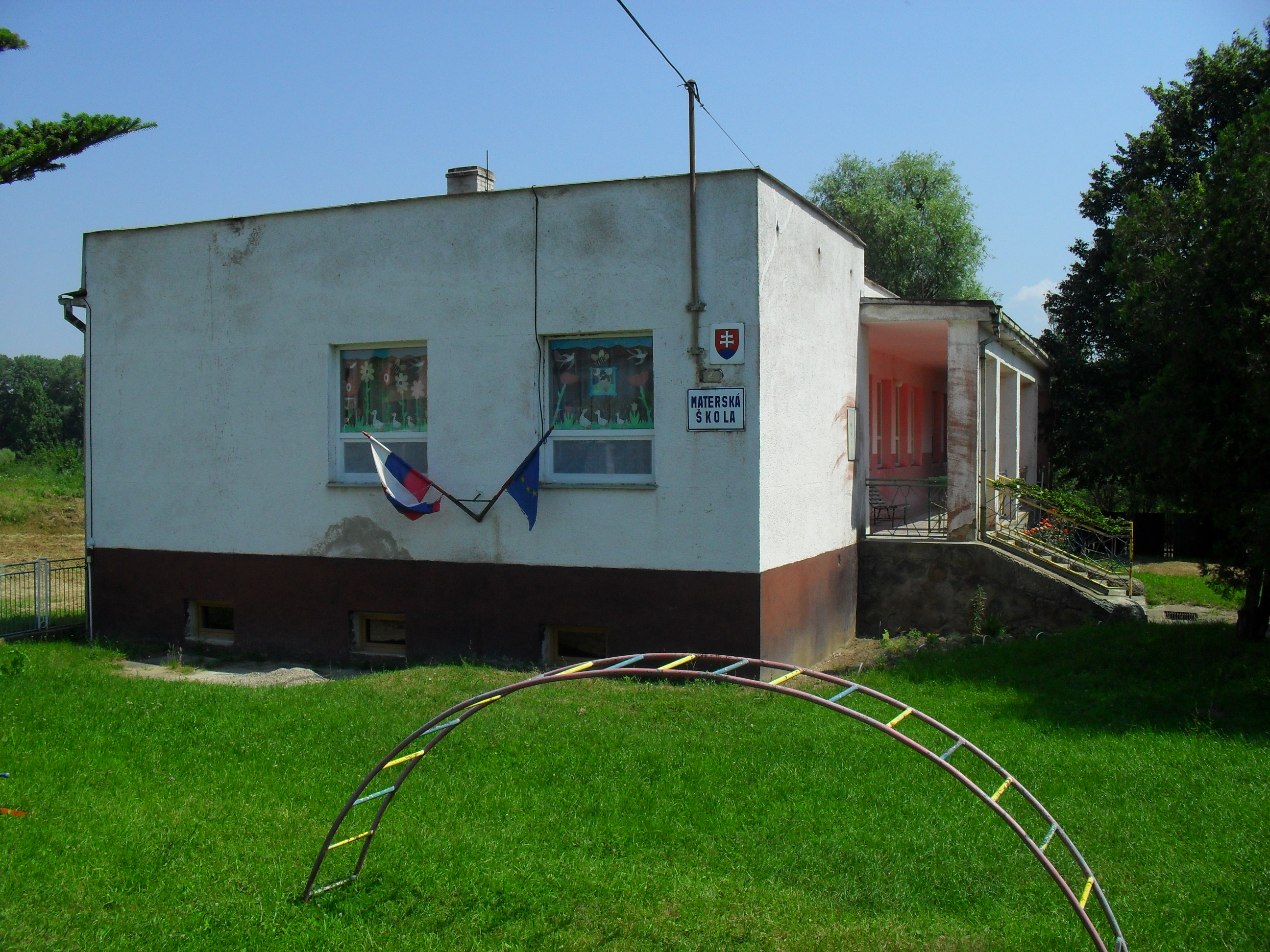
Óvoda
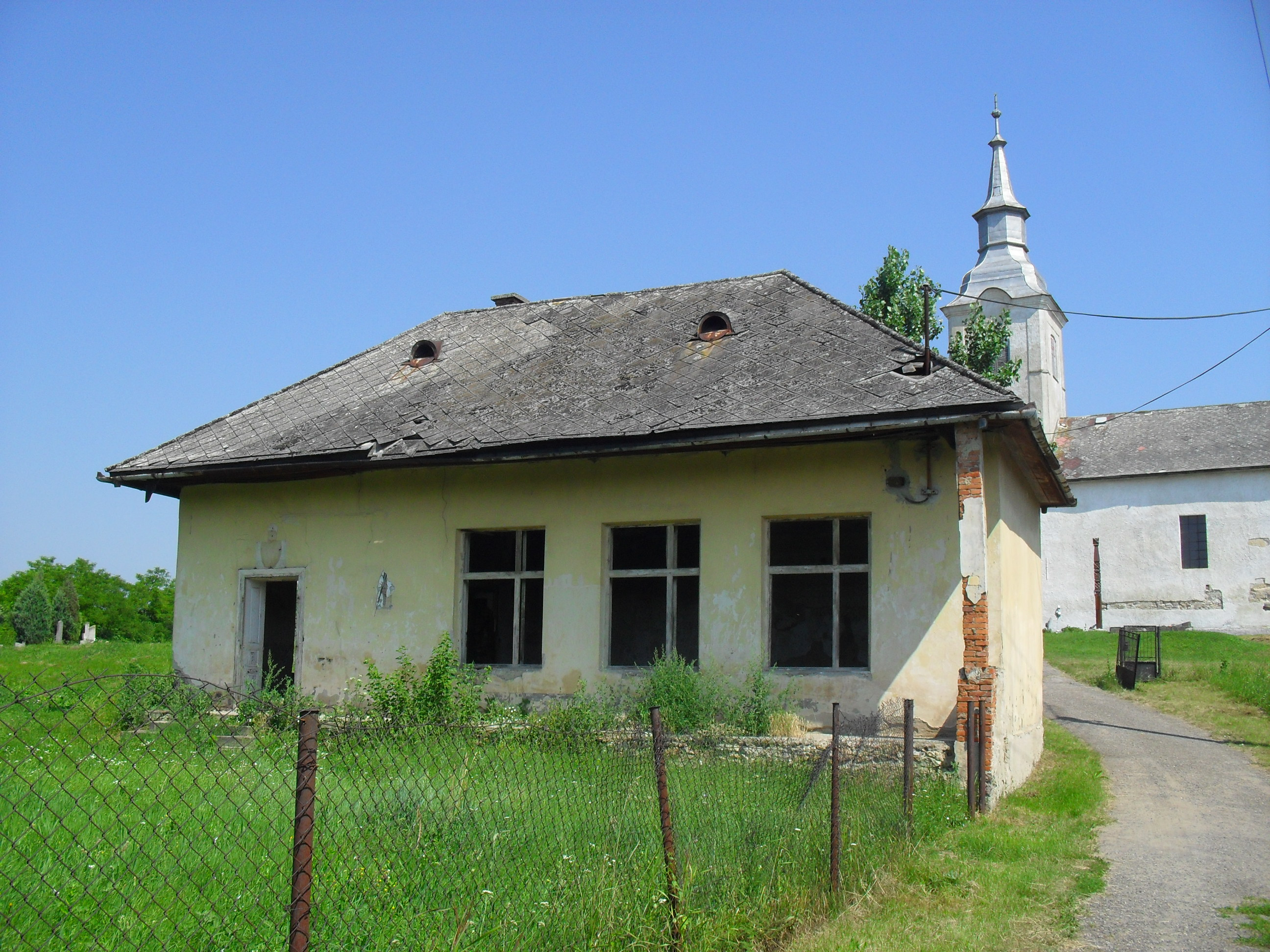
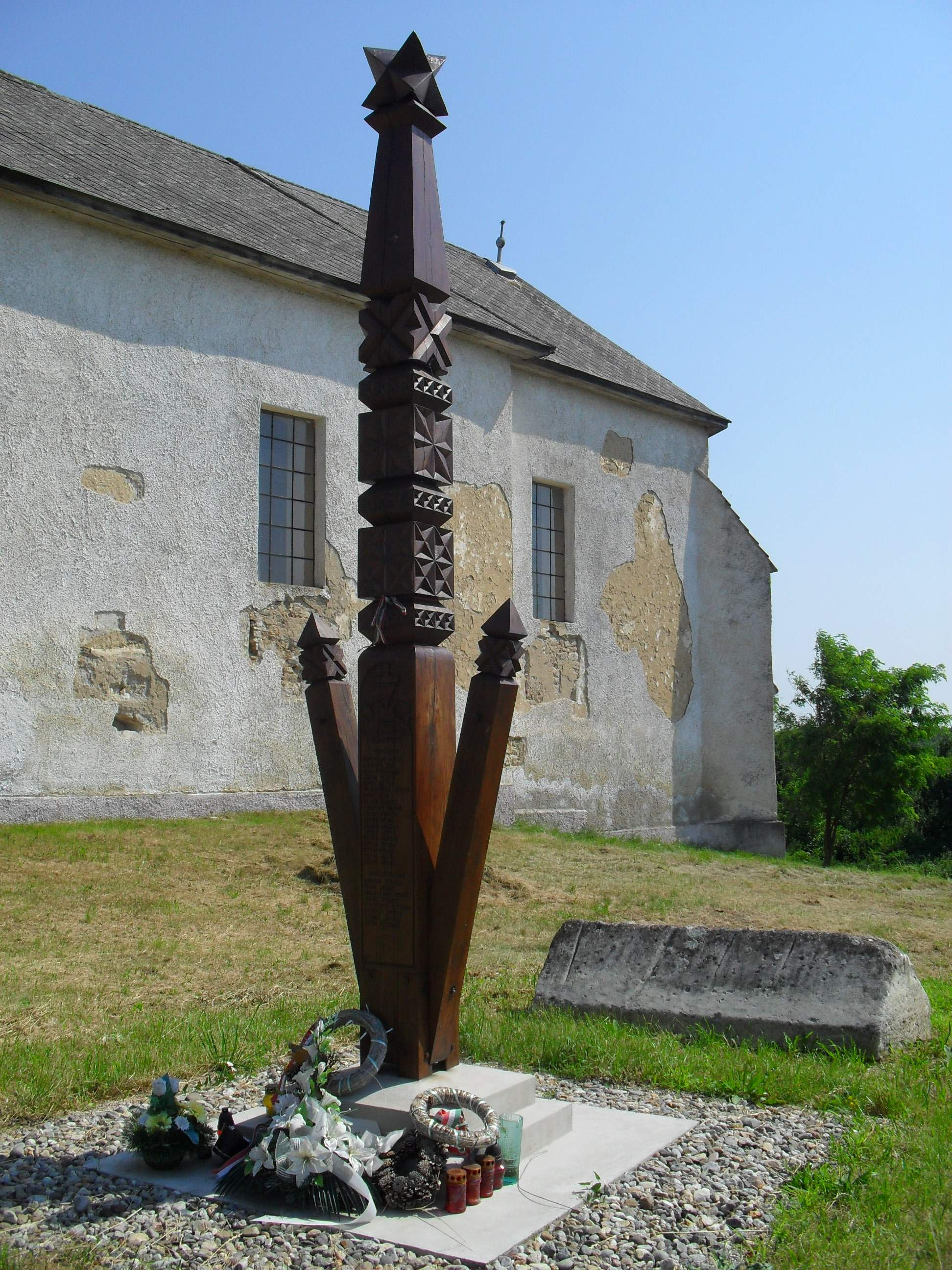
A második világháború áldozatainak emlékműve
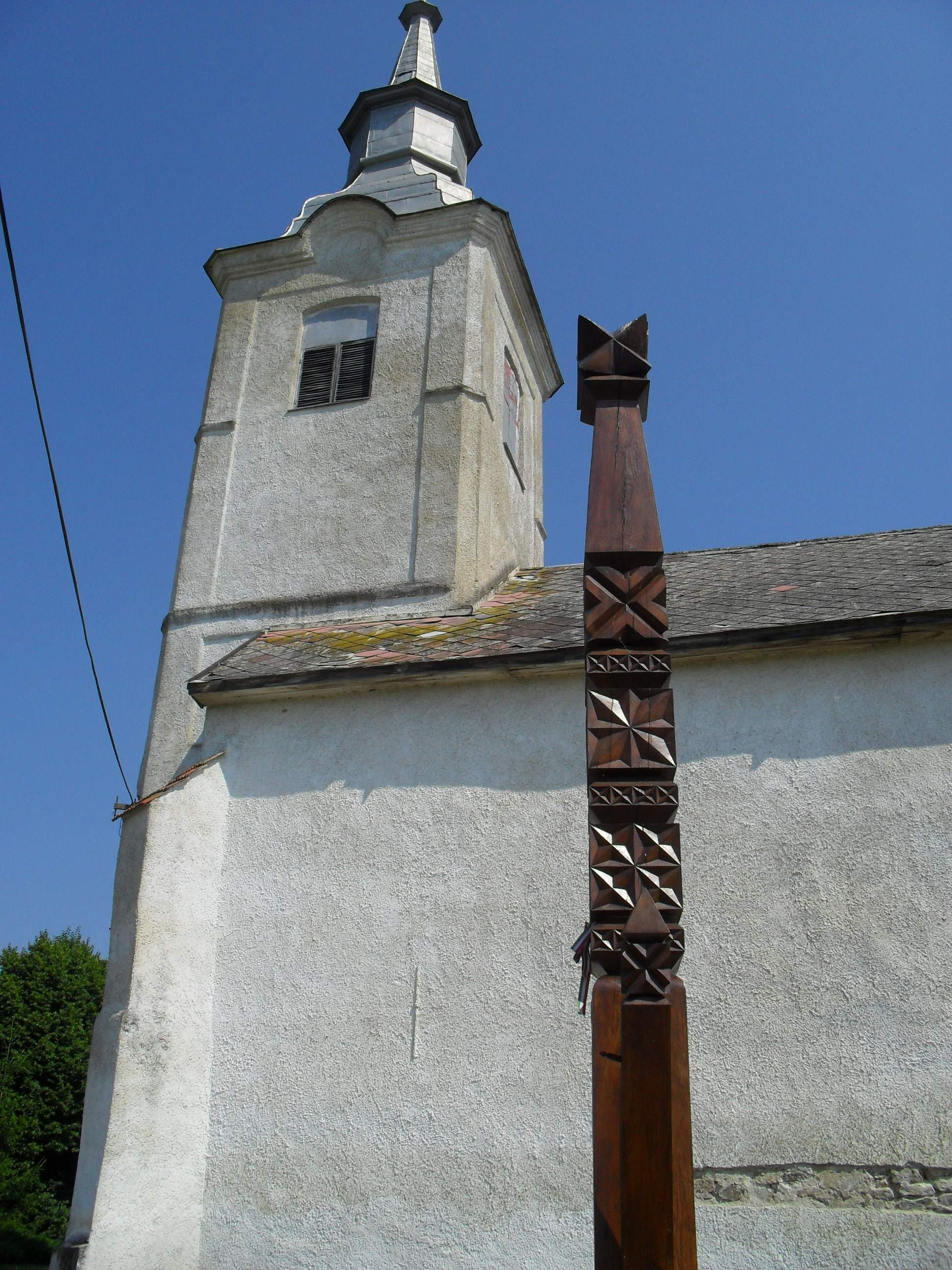
Református templom
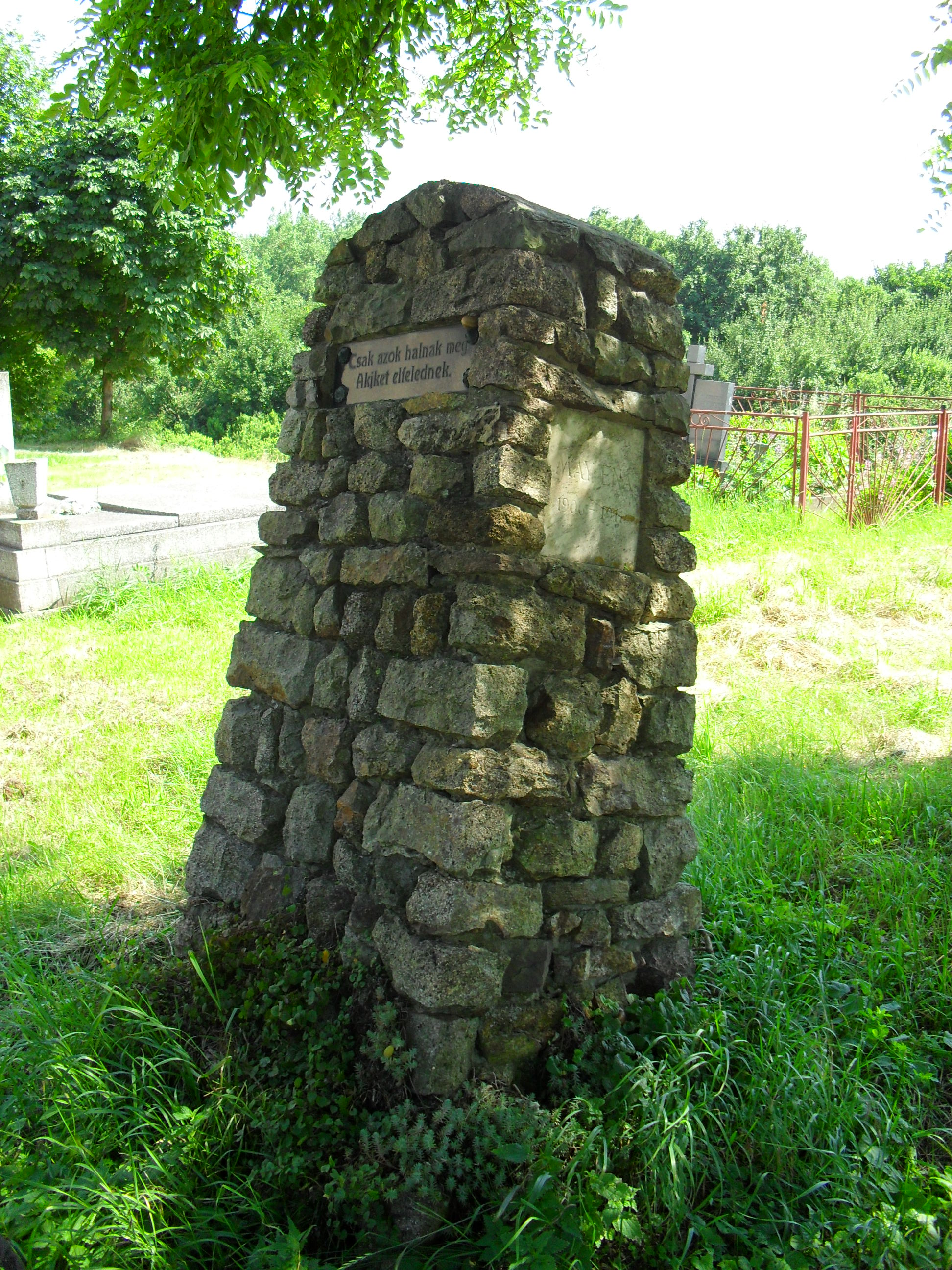
Régi temető
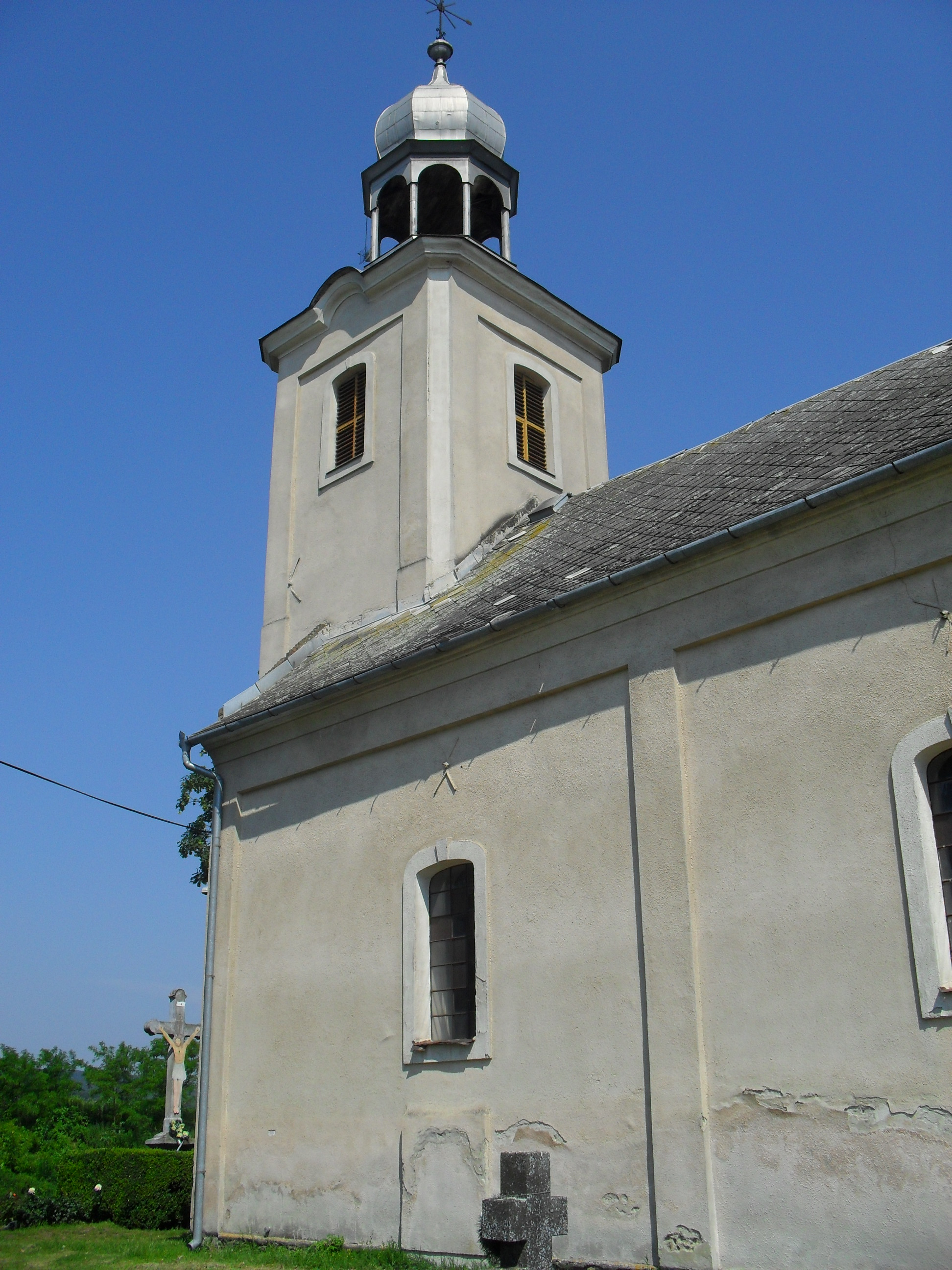
Görögkatolikus templom
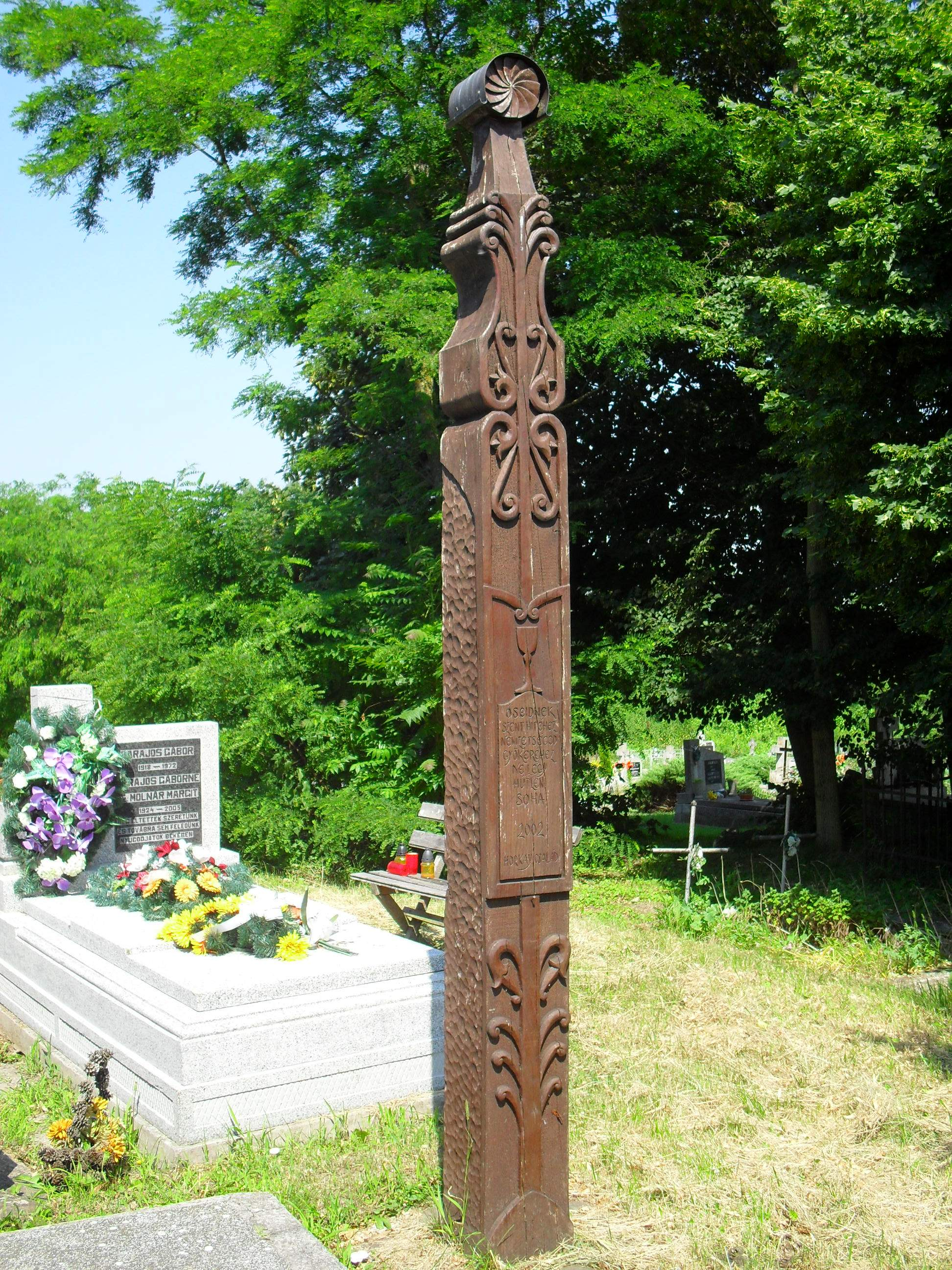
Kopjafás síremlék a régi temetőben
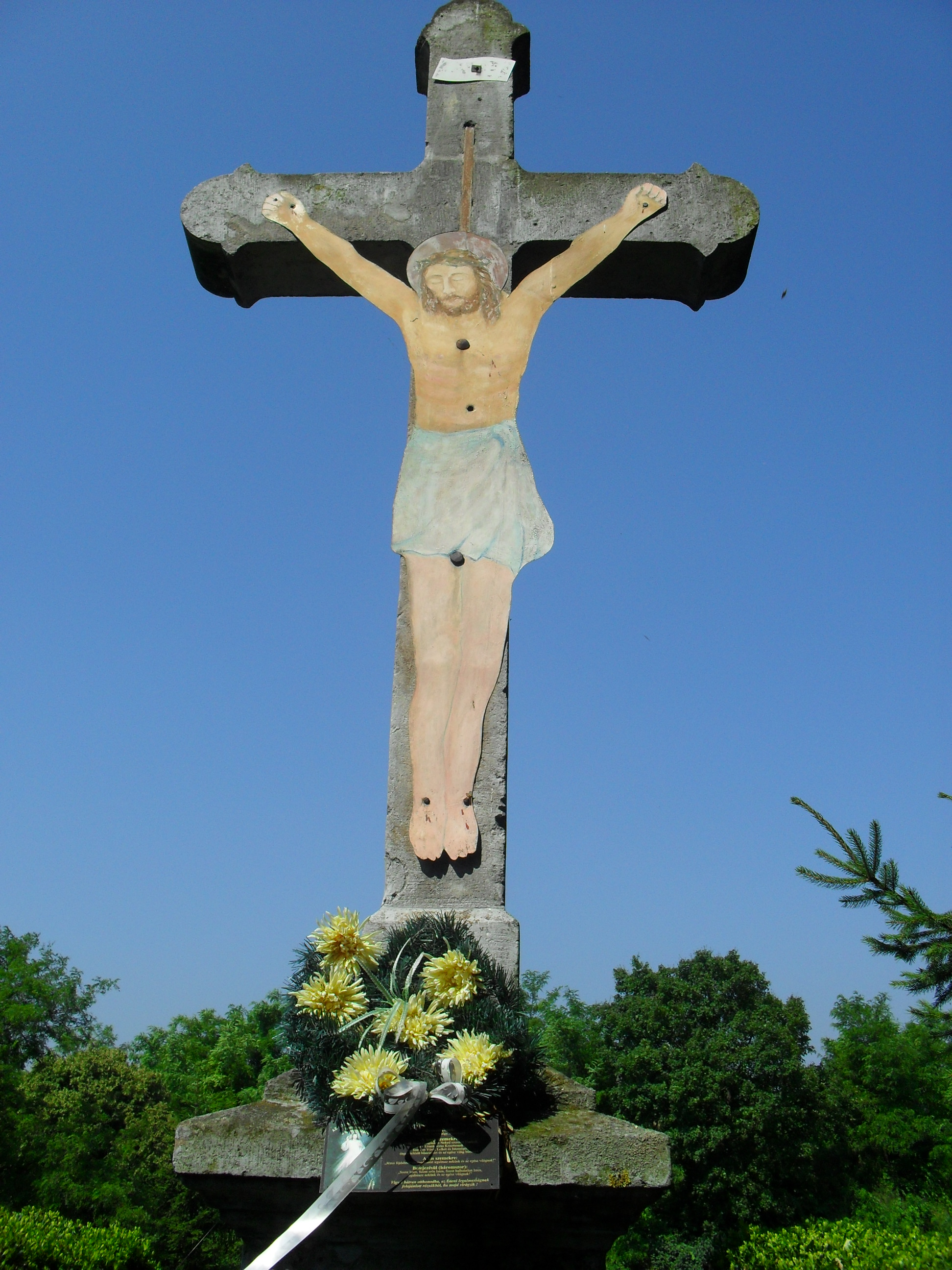
Nagykereszt a régi temetőben
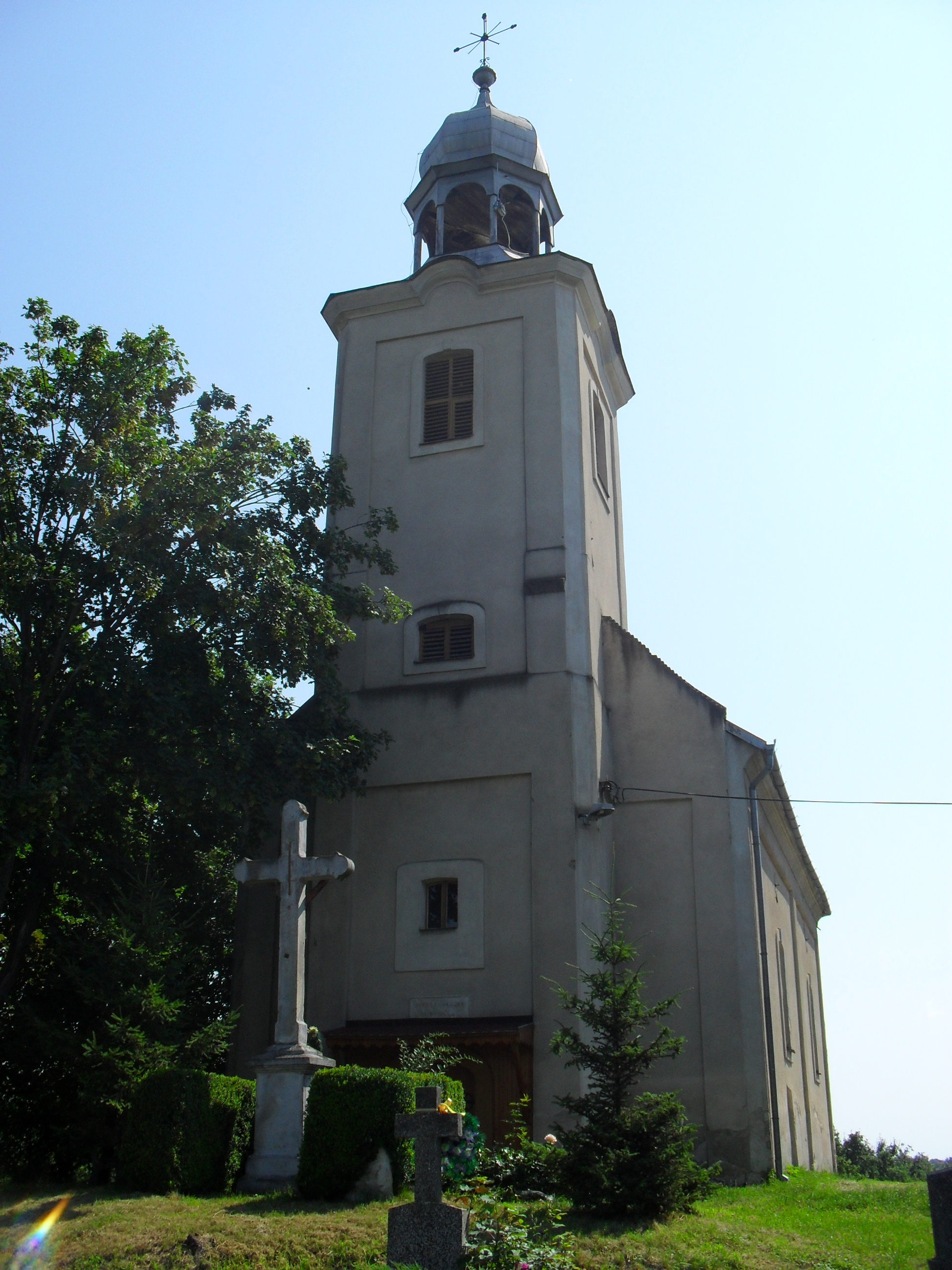
Görögkatolikus templom
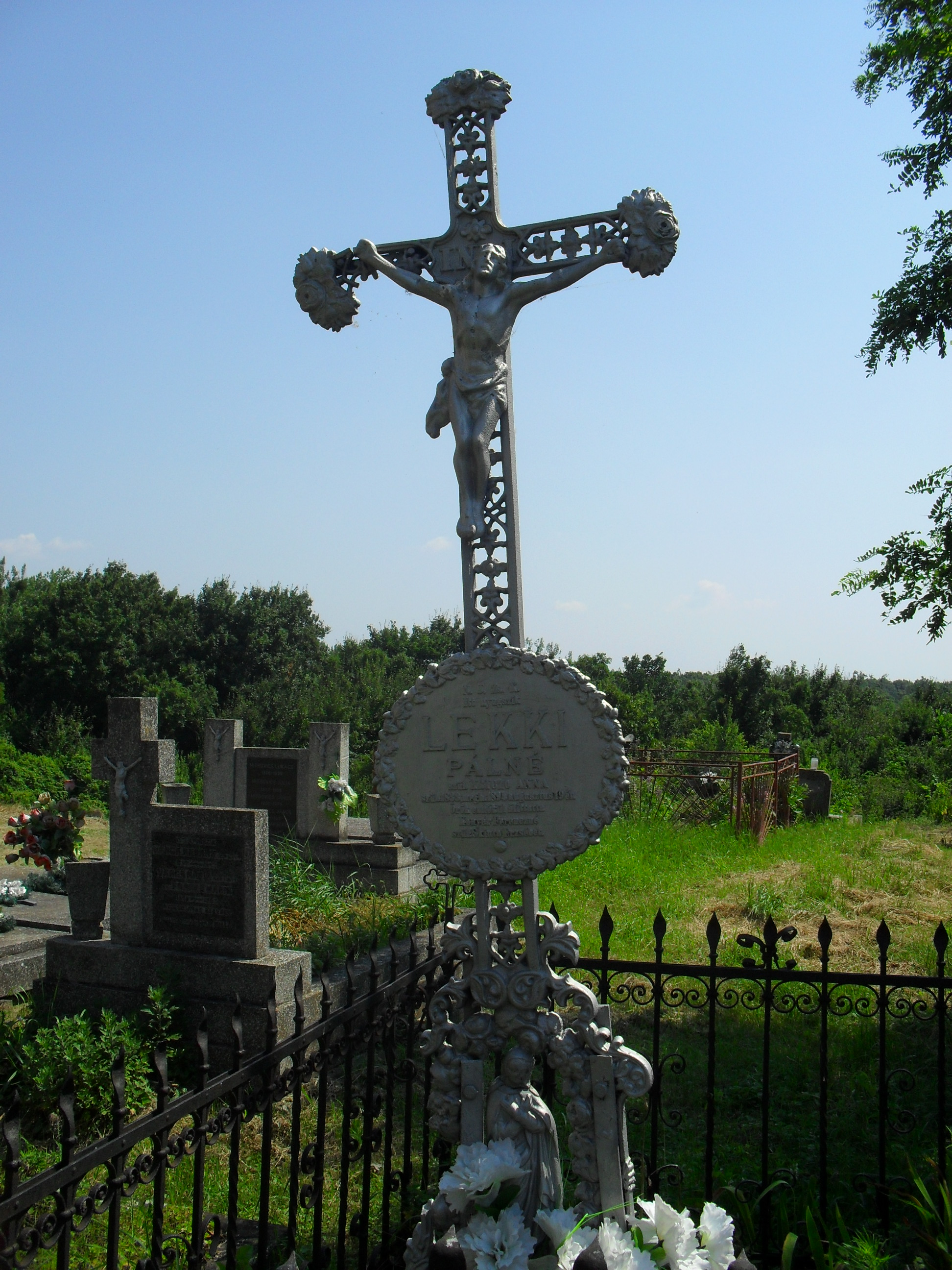
Öntöttvas sírkereszt a régi temetőben
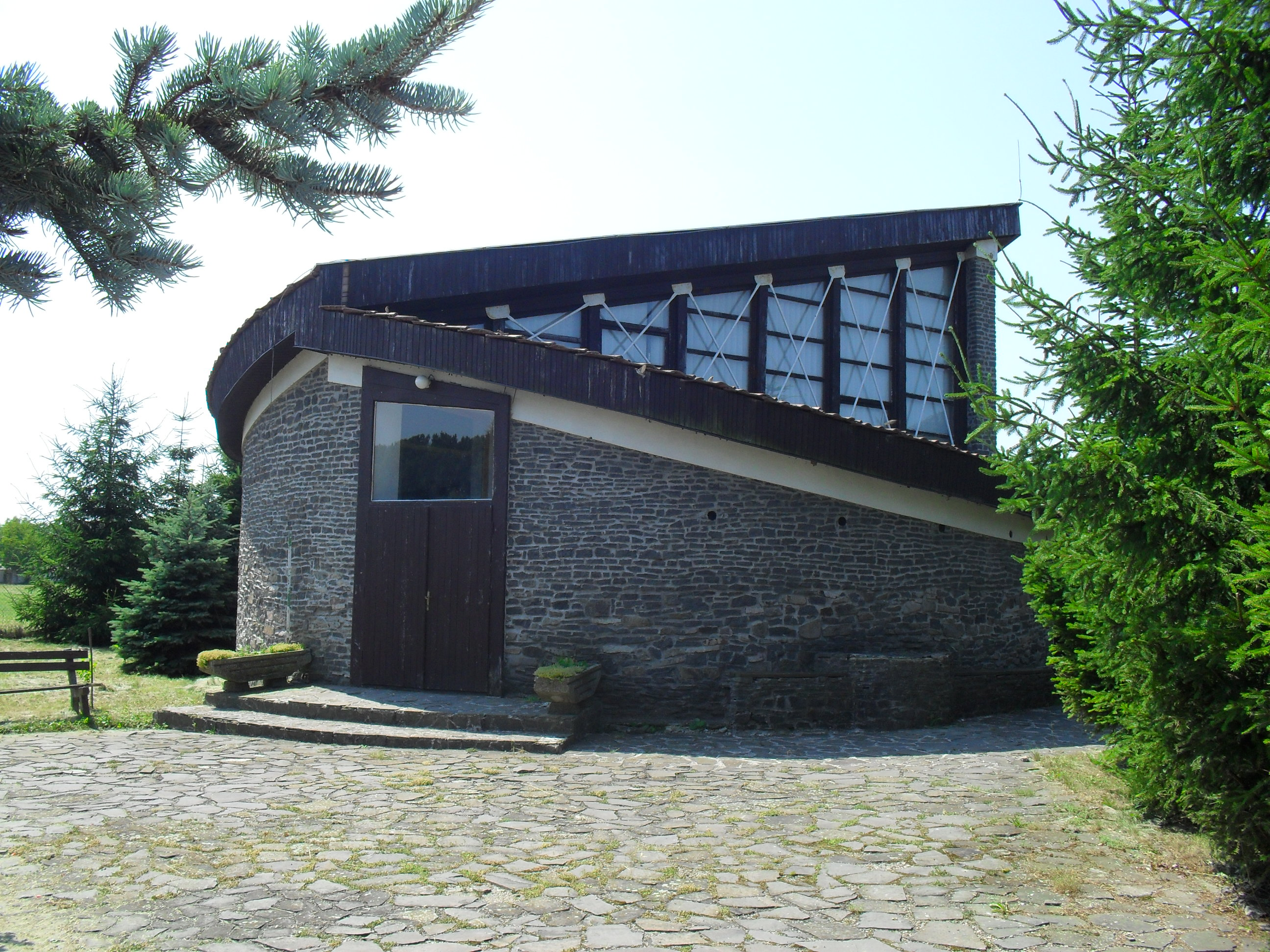
Új temető
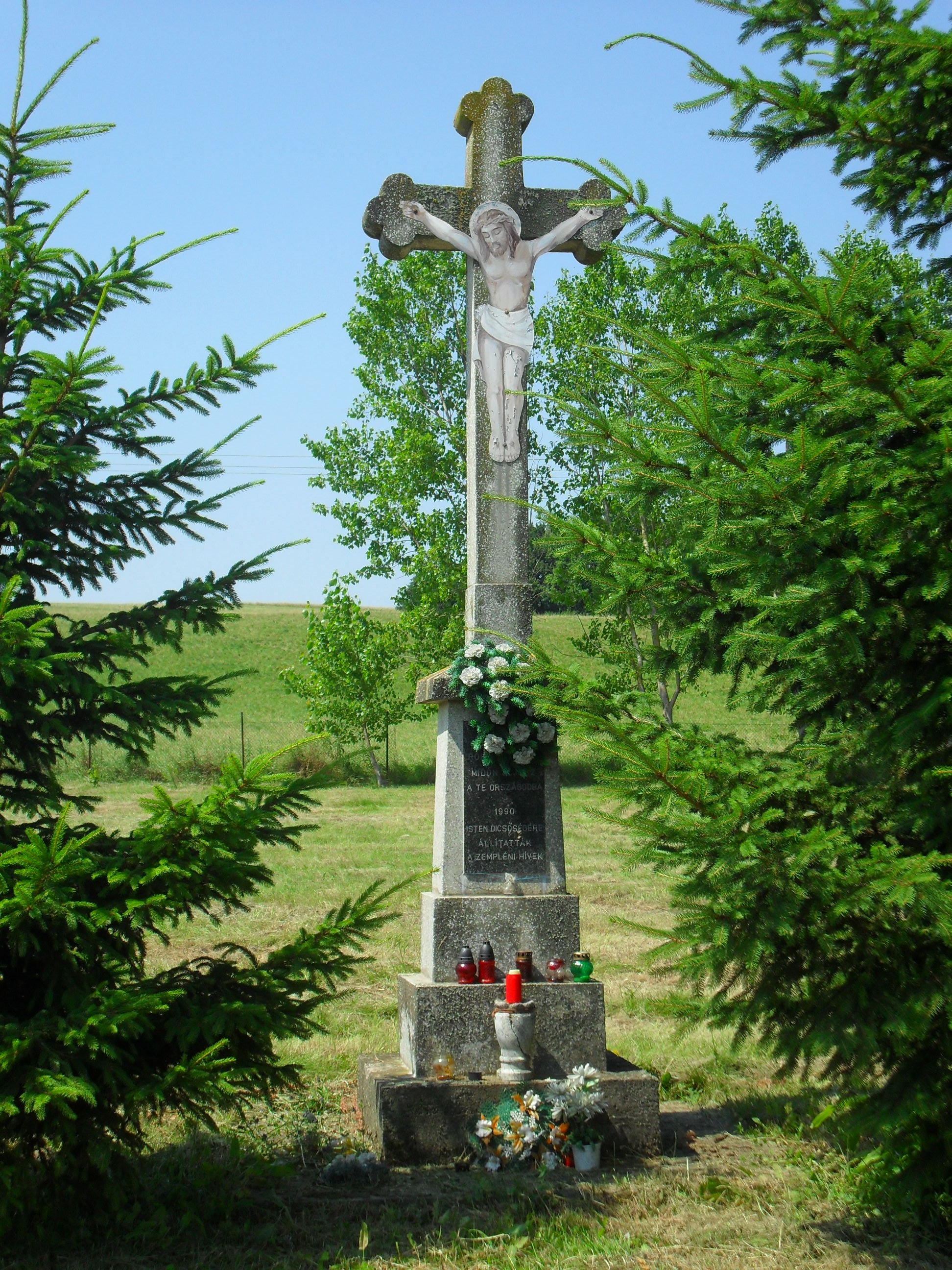
Nagykereszt az új temetőben
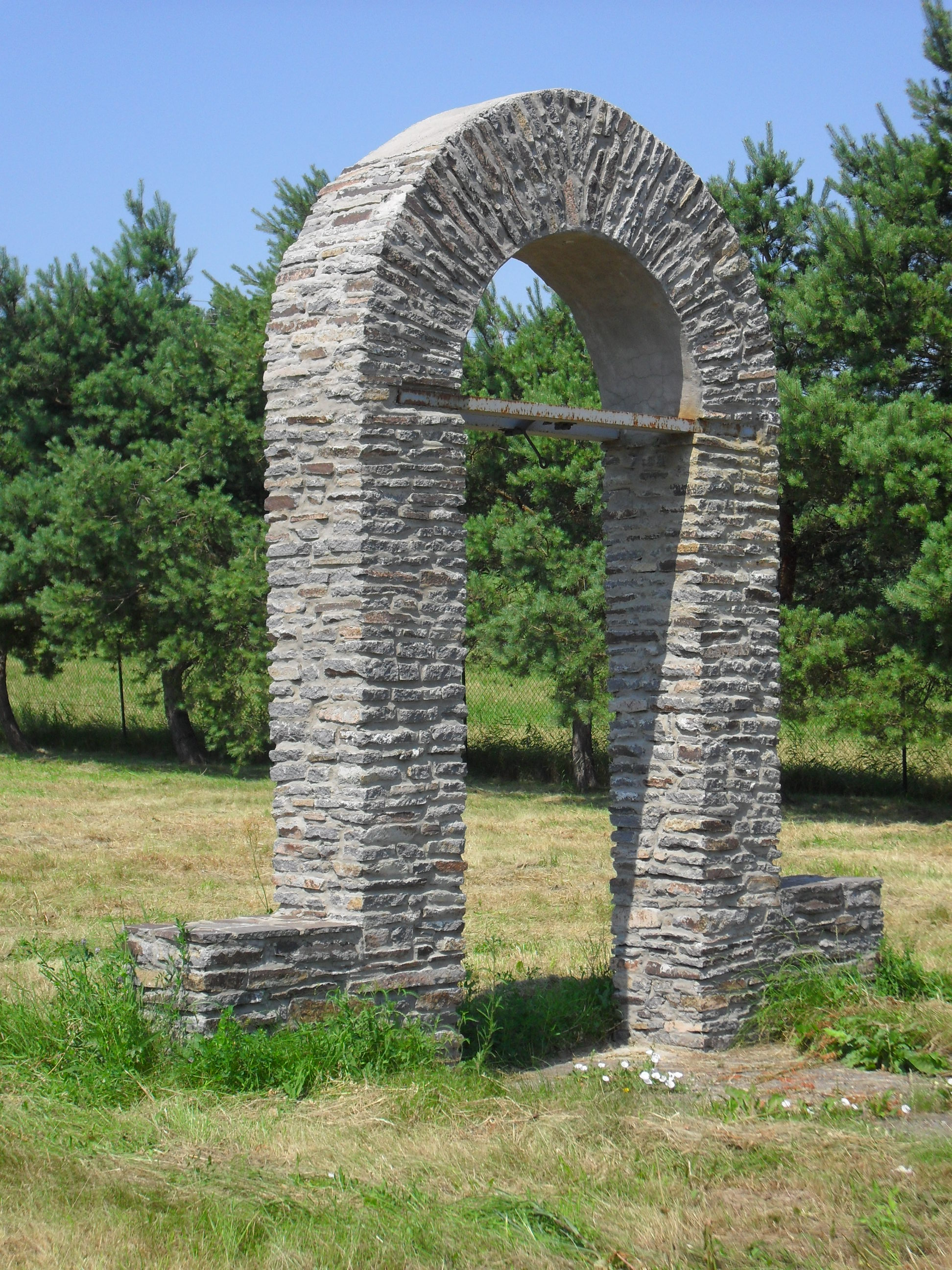
Harangláb az új temetőben